# Schelomo
Schelomo (kurz Schlomo; englische Umschrift aus dem Hebräischen Shlomo) ist ein hebräischer männlicher Vorname.

## Herkunft und Bedeutung
Beim Namen שְׁלֹמֹה šlōmōh handelt es sich um die ursprüngliche hebräische Variante des deutschen Namens Salomo.

## Verbreitung
In Israel hat sich der Name unter den beliebtesten Jungennamen etabliert. Über die Grenzen des Landes hinaus ist der Name nicht verbreitet.

## Bekannte Namensträger
- Schlomo ibn Gabirol (1021–1057), bedeutender jüdischer Philosoph
- Rabbi Schelomo ben Jizchak (1040–1105), wichtigster Kommentator des Tanach
- Schlomo de Piera (um 1340–nach 1417), jüdischer Dichter
- Schlomo ha-Adani (1567 – ca. 1625), jüdischer Gelehrter

- Schlomo An-Ski (1863–1920), jüdisch-russischer Schriftsteller
- Shlomo Aronson  (1936–2020), israelischer Historiker
- Shlomo Artzi (* 1949), israelischer Rocksänger
- Schlomo Salman Auerbach (1910–1995), Rabbiner, Leiter der Kol-Tora-Jeschiwa in Jerusalem
- Schlomo Aviner (* 1943), israelischer radikal-zionistischer Rabbiner
- Shlomo Carlebach (1925–1994), deutsch-amerikanischer Rabbiner
- Shlomo Finkelstein (Schwimmer), israelischer Schwimmer und Behindertensportler
- Schlomo Hofmeister, Österreichischer Landesrabbiner und Rabbiner von Wien
- Schlomo Jisra’el Ben Me’ir (1910–1971), israelischer Politiker
- Schlomo Kalo (1928–2014), israelischer Schriftsteller
- Schlomo Kaplansky (1884–1950), zionistischer Politiker
- Shlomo  Mintz  (* 1957), israelischer Geiger
- Schlomo Moran (* 1947), israelischer Informatik-Professor
- Shlomo Na’aman  (1912–1993), israelischer Historiker
- Schlomo de’ Rossi (um 1570–um 1630), jüdischer Komponist
- Shlomo Sand (* 1946), israelischer Historiker
- Shlomo Venezia (1923–2012), italienischer Überlebender des KZ Auschwitz
- Schlomo Wininger (1877–1968), Lexikograph aus der Bukowina

### Pseudonym
- Shlohmo, US-Musikproduzent
- Shlomo Finkelstein (* 1996), deutscher Onlineaktivist

## Davon abgeleitete Werktitel
- Schelomo (Ernest Bloch) Musikstück von Ernest Bloch